# Überdruckventil (Lebensmittelverpackung)

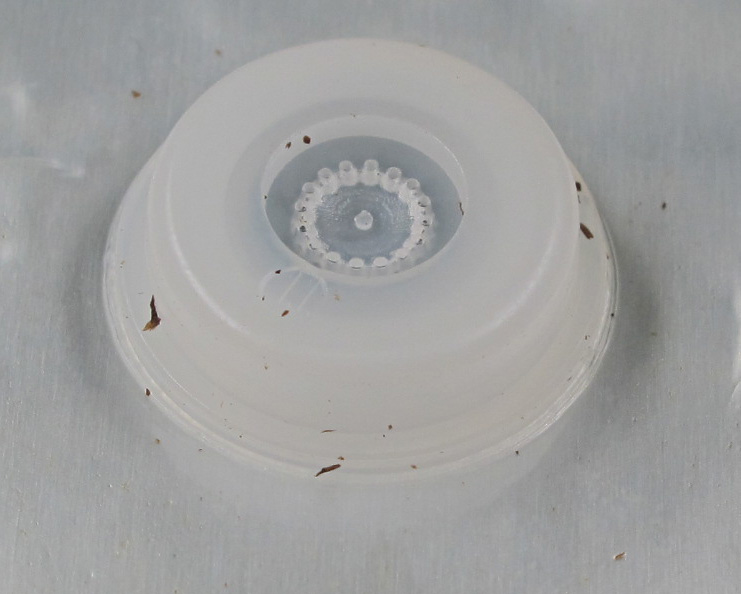
Aromaschutzventil auf der Innenseite der Kaffeeverpackung

Ein Überdruckventil wird im Bereich der Lebensmittelverpackungen eingesetzt, um die vom Lebensmittel freigesetzten Gase kontrolliert entweichen zu lassen und gleichzeitig das Eindringen von Luft in die Verpackung zu verhindern. Ein Aufblasen oder gar Platzen der Verpackung wird damit verhindert und die Qualität des Packguts geschützt. Typische Anwendungsbereiche sind beispielsweise Verpackungen von Röstkaffee, frischem Hefeteig oder Sauerkraut.

## Geschichte
Das erste Patent für das kleine Kunststoffventil wurde 1993 von dem Italiener Luigi Goglio eingereicht. Die Bauform entspricht der auch heute noch oft anzutreffenden Form. In dem Patent EP0659657B1 (Entgasungsventil für aromatische Produkte wie Kaffee und vergleichbare Produkte) wird allerdings als Option zusätzlich ein vorgeschalteter Filter beschrieben, der nur kleine Moleküle durchlassen soll, komplexe Aromamoleküle hingegen zurückhält.
Trotz der Vorteile für gaserzeugende Lebensmittel konnten sich solche Ventile lange nicht durchsetzen, da das thermische Einsiegeln der Ventile die Taktzeiten der Verpackungsmaschinen deutlich verlängerte. Erst durch das Einschweißen der Ventile per Ultraschall konnten die Ventile ohne Taktzeitenverlängerung appliziert werden, da der Vorgang nur wenige Millisekunden dauert und die Kühlzeit des thermischen Einsiegelns entfällt.

## Anwendungsbereiche

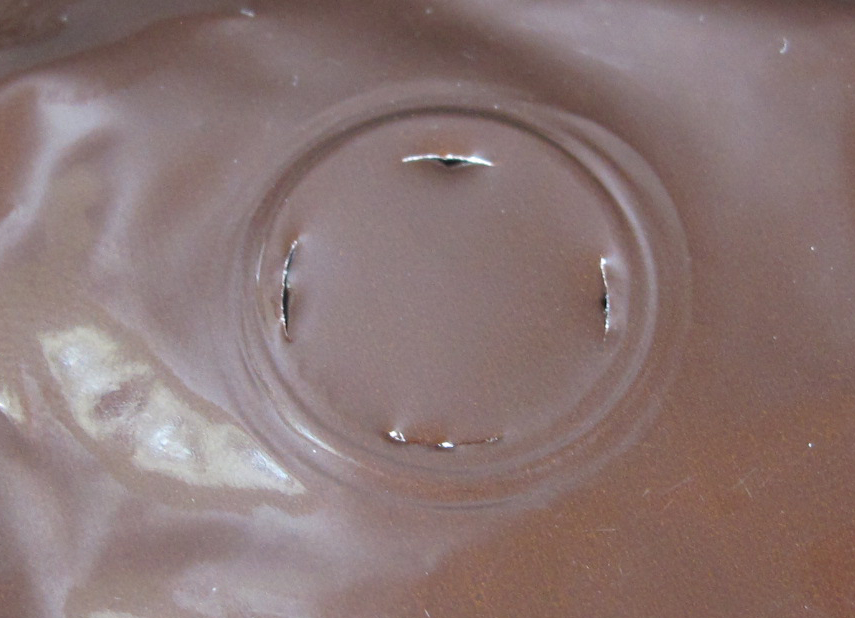
Aromaschutzventil einer Kaffeeverpackung (Außenseite)

### Kaffeeverpackung
Frisch geröstete Kaffeebohnen setzen auch nach Tagen noch größere Mengen Kohlendioxid (CO2) frei. Pro Kilogramm Kaffee können dieses bis zu sechs Liter Gas sein. Es wäre zwar möglich, die Kaffeebohnen vor dem Verpacken längere Zeit ausgasen zu lassen, dabei würden aber auch Aromastoffe verloren gehen. Durch Verwendung eines Überdruckventils in der Verpackung können die frisch gerösteten Bohnen abgefüllt und verpackt werden, wobei das Kohlendioxid schon bei sehr geringem Überdruck von wenigen Millibar aus der Verpackung entweicht, ohne dass sich die Verpackung verformt. Ist der Überdruck abgebaut, schließt das Ventil automatisch. Ein Eindringen von Sauerstoff und damit das Verranzen der aromatragenden Öle wird verhindert. Aufgrund dieser Schutzfunktion werden die Ventile auch als Aromaschutzventile oder kurz Aromaventile bezeichnet.
Bei Kaffeeverpackungen wird meist ein innen liegendes Ventil verwendet, das von der Außenseite nur durch den Abdruck des Siegelrings zur Befestigung des Ventils und durch ein oder mehrere kleine Löchern in der Folie sichtbar ist. Meist ist das Ventil auf der Produktvorderseite im oberen Bereich angebracht. Durch das fortwährende Ausgasen des Kaffees strömt immer wieder Gas zusammen mit einigen Aromamolekülen aus der Verpackung, was einen leichten Kaffeeduft in der Nähe der Kaffeeabteilung verbreitet, der für Kunden ein Kaufanreiz sein kann. Auch bei der Entnahme des Kaffeepäckchens aus dem Regal wird der Innendruck geringfügig erhöht und Kaffeearoma entweicht.
Eine kostengünstigere Alternative für das Ventil wäre ein einfaches Loch. Auch dieses würde die entstehenden Gase nach außen ableiten und ein Aufblähen der Verpackung verhindern. Allerdings dringt durch ein einfaches Loch Sauerstoff in die Verpackung, so dass der Aromaschutz nicht gegeben wäre. Trotzdem wird diese Variante eingesetzt.

### Verpackung anderer ausgasender Lebensmittel
In frischem Hefeteig befinden sich Hefepilze, die bei Gärung selbst bei niedrigeren Temperaturen Kohlendioxid abgeben. Pizzafertigteig ist luftdicht in Folie eingeschweißt, welche sich ohne Entgasungsventil aufblähen und beim Kunden den fälschlichen Eindruck des Verderbs hervorrufen würde. Gleichzeitig verhindert das Ventil auch bei dieser Anwendung das Eindringen von Luftsauerstoff, wenn bei sinkender Temperatur ein Unterdruck entsteht.
Ohne thermische Behandlung findet auch bei frischem Sauerkraut eine Gärung statt. Aber auch bei Sojaprodukten, Käse oder mancher Tiernahrung gibt es eine Gasentwicklung.

### Dampfgaren in der Mikrowelle
Spezielle Einweg-Überdruckventile ermöglichen, dass Lebensmittel direkt in der Verpackung in der Mikrowelle dampfgegart werden können. Während das Ventil während des Transports und der Lagerung dicht geschlossen ist und damit das Produkt schützt, entsteht in der Mikrowelle durch die Bildung von Wasserdampf der zum Dampfgaren nötige Überdruck in der Verpackung. Die Druckregelung erfolgt durch das Ventil, das bei zu hohem Druck öffnet.

## Bauformen

Aromaschutzventil (Querschnitt), zweiteiliges Gehäuse (gelb) und Dichtscheibe (grau) auf der Innenseite einer Folie (blau)

Das Überdruckventil zählt zu den Packhilfsmitteln, die kurz vor oder während der Verpackung appliziert werden. Bei den Bauformen gibt es innenliegende und außenliegende Ventile.

### Innenliegendes Ventil

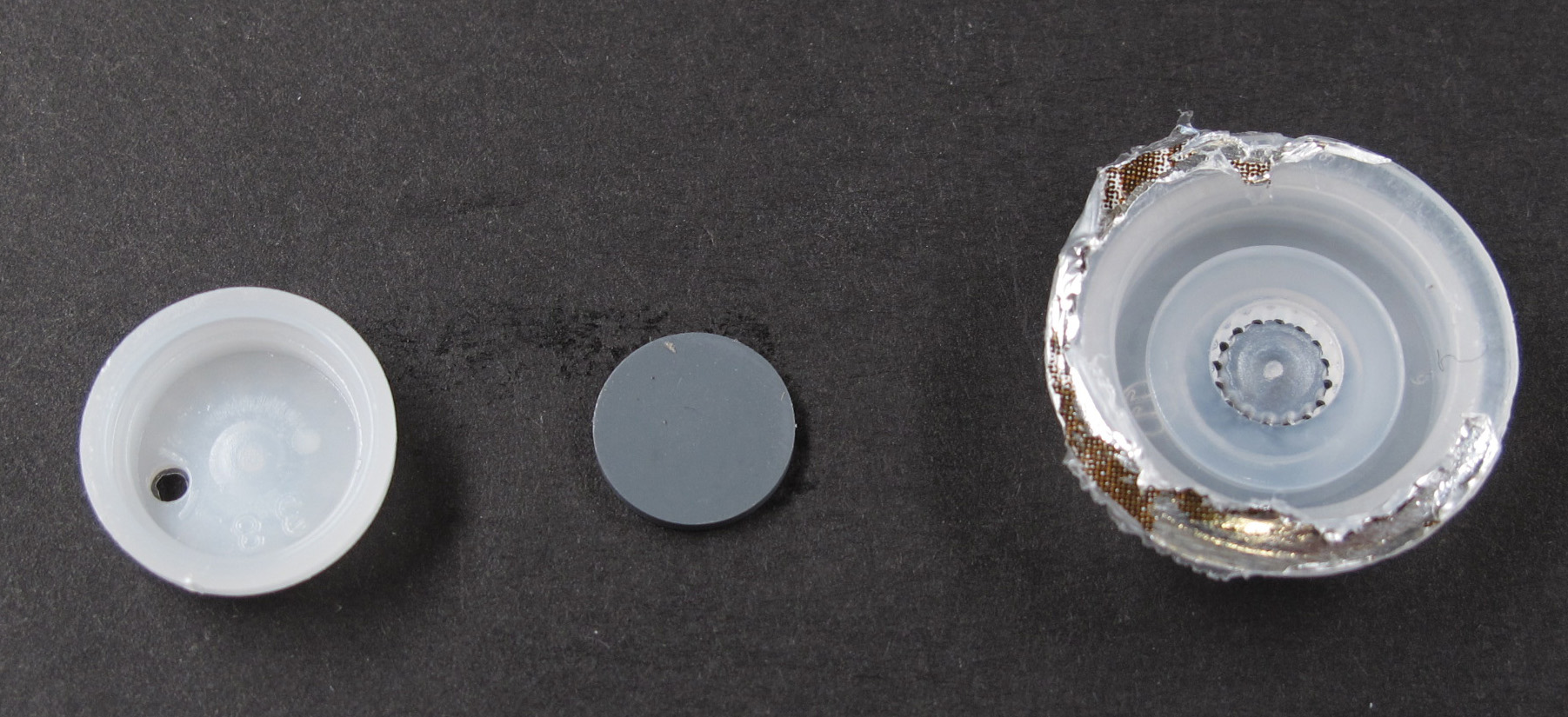
Aromaschutzventil (zerlegt)

Das innenliegende Ventil besteht aus einem zweiteiligen Gehäuse (Ventilkörper) und einer dazwischen befindlichen, flexiblen Dichtscheibe. Eine Erhöhung am inneren Ventilkörper drückt die Dichtscheibe im Ruhezustand nach unten, so dass diese flächig auf dem unteren Gehäuseteil aufliegt und das Ventil geschlossen ist. Erhöht sich der Innendruck, so strömt Gas durch die Öffnungen im unteren Gehäuseteil und drückt die Dichtscheibe nach oben. Gas wird durch das Loch im inneren Ventilkörper und die Löcher in der Verpackungsfolie nach außen abgegeben. Typische Ansprechdrücke von Aromaschutzventilen liegen im Bereich von einigen Millibar. Um die Gasdichtheit des Ventils zu garantieren, befindet sich häufig ein Dichtöl auf der Dichtscheibe.
Das Ventilgehäuse hat einen typischen Durchmesser von 22–23 mm und eine Höhe von weniger als 4 mm. Wird das Ventil für Produkte mit geringer Partikelgröße eingesetzt (z. B. Pulverkaffee), so befindet sich vor den Öffnungen meist ein Filtervlies, das ein Eindringen der Partikel in das Ventil und damit eine Fehlfunktion verhindert.
Als Gehäusematerial wird meist Polyethylen verwendet, vereinzelt werden die Ventilgehäuse aus Polypropylen gefertigt. Das Ventil wird entweder thermisch oder durch Ultraschall mit der Folie verschweißt. Bei letzterer Methode können höhere Taktfrequenzen erreicht werden. Das innenliegende Ventil ist von außen nur durch den Siegelrand und einige kleine Löcher in der Folie zu erkennen. Es ist daher unauffällig und stört das Design der Verpackung nicht.

### Außenliegendes Ventil
Die außen liegende Variante wird selbstklebend an die Außenseite des Packstoffes appliziert, besitzt aber im Prinzip vergleichbare Eigenschaften.